# Le Village de carton
Pour plus de détails, voir Fiche technique et Distribution.
Le Village de carton (en italien : Il villaggio di cartone ) est un film dramatique italien réalisé par Ermanno Olmi, sorti en 2011.

## Synopsis
Une église en ruine est désacralisée (rendue à l'usage profane) en présence d'un vieux prêtre . L'édifice est débarrassé de tout objet sacré et même le grand crucifix est emporté. À partir de ce moment, à l'intérieur démarre une nouvelle vie et l'édifice privé de tous les aspects liturgiques et institutionnels se transforme en un lieu où se concrétise la vraie foi du vieux prêtre. 
Un lieu de désolation se transforme en un espace de fraternité où sont accueillis des réfugiés africains sans permis de séjour, incarnation des exclus et des gens vivant en marge de notre société.

## Lieu du tournage
Le film a été tourné à l'interieur du palais de sport PALAFLORIO de la ville de Bari (Pouilles).
Le décor de l'église et la maison du prêtre y ont été reconstitués aux dimensions originales.

## Fiche technique
- Titre original : Il villaggio di cartone
- Titre français : Le Village de carton
- Titre québécois :
- Réalisation : Ermanno Olmi
- Scénario : Ermanno Olmi (collaboration Claudio Magris et Gianfranco Ravasi)
- Direction artistique :
- Scenographe : Giuseppe Pirrotta
- Costumes :
- Montage : Paolo Cottignola
- Musique :Sofia Gubaidulina
- Photographie : Fabio Olmi
- Son : François Liotard
- Production : OZ FILM
- Sociétés de production :
- Sociétés de distribution : 
  -  France : Bodega Films
  -  Italie : 01 Distribuzione
- Pays d’origine :  Italie
- Budget :
- Langue : Italien
- Durée : 87 minutes
- Format :
- Genre : Film dramatique
- Dates de sortie
  -  Italie : 6 septembre 2011 (Mostra de Venise) / 7 octobre 2011 (sortie nationale)
  -  Canada : 13 septembre 2011 (Festival international du film de Toronto)
  -  Corée du Sud : 13 septembre 2011 (Festival international du film de Busan)
  -  Espagne : 25 janvier 2013
  -  Japon : 17 août 2013
  -  France : 29 janvier 2014

## Distribution
- Michael Lonsdale : Le vieux curé
- Rutger Hauer : Le sacristain
- Massimo De Francovich : Le medecin
- Alessandro Haber : Le gradé
- Souleymane Sow : Un refugié

doublage italien
- Francesco Carnelutti: Le vieux prêtre
- Omero Antonutti: Le sacristain